# Emmanuel Marie Louis de Noailles
Pour les autres membres de la famille, voir Maison de Noailles.
Pour les articles homonymes, voir Noailles.
Emmanuel Marie Louis de Noailles (12 décembre 1743 - Paris ✝ septembre 1822 - Maintenon), marquis de Noailles et de Maintenon, puis Comte de Noailles et de l'Empire, fut un diplomate français du XVIIIe siècle.

## Biographie
Emmanuel Marie Louis, qu'on appelait, avec l'agrément de Sa Majesté, le Marquis de Noailles fut nommé gouverneur de Vannes et d'Auray en décembre 1762. Il choisit alors la carrière de la diplomatie : ministre plénipotentiaire en Basse-Allemagne (Hambourg) en 1768, il passa ambassadeur auprès des États généraux des Provinces-Unies de 1771 à 1776.
À la mort du Marquis de la Force et de Caumont, survenue le 22 janvier 1773, il devient le premier gentilhomme de la Chambre de Monsieur, frère du Roi (futur Louis XVIII).
Envoyé à Londres le 24 mai 1776, il y resta jusqu'au 17 mars 1778. Il est nommé ensuite à l'ambassade de Vienne en 1783 et se maintient à ce poste jusqu'au 10 août 1792. Il avait été créé brigadier de cavalerie le 1er mars 1780, et maréchal de camp le 1er février 1784.
Il rentra ensuite en France, le marquis de Noailles fut jeté dans les cachots de la Terreur, mais fut remis en liberté après le 9 thermidor an II (27 juillet 1794), date de la chute de Robespierre.
Retiré depuis cette époque dans ses terres de Maintenon, il fut membre de collège électoral sous le Premier Empire et créé Comte de l'Empire le 19 juin 1813. Il s'éteignit à Maintenon (Eure-et-Loir) en septembre 1822.

### Vie familiale
Il était le fils cadet de Louis (1713 ✝ 1793), 4e duc de Noailles, et de la duchesse née Catherine de Cossé-Brissac (1724 ✝ 1794).
Il épousa, par contrat du 11 décembre 1762, Charlotte-Françoise de Hallencourt de Dromesnil (29 octobre 1745 - Paris ✝ 10 février 1806 - Versailles), fille aînée de Charles Gabriel François de Hallencourt, marquis de Dromesnil, et de sa seconde femme, Jeanne-Edmée, marquise de Belsunce, et petite-fille de M. de Boullogne, ministre d'État. De ce mariage sont issus :
- Louis Jules César (24 juin 1773 ✝ 17 octobre 1838 - Paris), marquis de Noailles (1822), châtelain de Maintenon, marié le 22 novembre 1796 (Paris) avec Pauline Le Couteulx du Molay (1776 ✝ 1802), dont :
  - Paul (4 janvier 1802 - Paris ✝ 30 mai 1885 - Paris), Comte de l'Empire (titre hérité de son grand-père), 6e duc de Noailles (1824, au décès de son grand-oncle, Jean Louis Paul François de Noailles), pair de France (1824, au titre d'héritier de son grand-oncle, Jean Louis Paul François de Noailles, 5e duc de Noailles, après renonciation de son père, mais il ne siégea à la Chambre des pairs qu'à sa majorité en 1827), Grand d'Espagne, Grand officier de la Légion d'honneur, Chevalier de l'ordre de la Toison d'or espagnole (1824), marié en 1823 avec Alice de Rochechouart de Mortemart (1800 ✝ 1887), dont :
    - Pauline Victurnienne (décembre 1823 ✝ 4 avril 1844), mariée le 20 juin 1842 avec son grand-oncle Marie Joseph Victor Maurice (1810 ✝ 1884), sans postérité ;
    - Marie Gabrielle (19 octobre 1824 ✝ 25 avril 1828) ;
    - Jules Charles Victurnien (12 octobre 1826 - Paris Xe ✝ 6 mars 1895 - 60 boulevard de la Tour-Maubourg, Paris VIIe), 4e duc d'Ayen puis 7e duc de Noailles (1885), Grand d'Espagne, marié le 3 mai 1851 (Paris Xe) avec Clotilde de La Ferté-Meun Molé de Champlâtreux (1831 ✝ 1913), dont postérité ;
    - Paul (5 octobre 1827 - Paris VIIe ✝ 1er septembre 1867) ;
    - Emmanuel Henri Victurnien (15 septembre 1830 - Maintenon ✝ 16 février 1909 - Paris), marquis de Noailles, ambassadeur de France en Allemagne, aux États-Unis (1872), en Italie (1873), auprès de l'Empire ottoman (1882-1886), Grand officier de la Légion d'honneur, marié le 30 janvier 1868 (Paris) avec Laura Lachman (1827-1892), dont :
      - Emmanuel Jean Maurice Félix (30 mai 1869 - Paris ✝ 25 août 1930), sans alliance ;
- un enfant (°29 avril 1774 - ?) ;
- Marie Philippe Adrien Maurice (°10 mai 1777 - Paris - ?) ;
- Achille Charles Victor (25 février 1779 - Paris ✝ juillet 1837), comte de Noailles, marié en 1809 avec Rose de Suc de Saint-Affrique (1774 ✝ 1815), dont :
  - Marie Joseph Victor Maurice (janvier 1810 - Paris ✝ 26 avril 1884), marié le 20 juin 1842 avec sa petite nièce Pauline Victurnienne (1823 ✝ 1844), fille Paul, 6e duc de Noailles, sans postérité.

## Fonctions
- Gouverneur de Vannes et d'Auray (décembre 1762) ;
- Ministre plénipotentiaire en Basse-Allemagne (Hambourg) (1768) ;
- Ambassadeur auprès des États généraux des Provinces-Unies (1771-1776) ;
- Ambassadeur de France au Royaume-Uni (24 mai 1776 - 17 mars 1778) ;
- Brigadier de cavalerie (1er mars 1780) ;
- Ambassadeur à Vienne (1783 - 10 août 1792) ;
- Maréchal de camp (1er février 1784) ;
- Membre de collège électoral sous le Premier Empire.

## Titres
- Marquis de Noailles et de Maintenon ;
- Comte de Noailles et de l'Empire (19 juin 1813).

## Distinctions
- Chevalier de l'Ordre de Saint-Lazare le 16 décembre 1769.

## Hommage, Honneurs, Mentions
Premier gentilhomme de la Chambre de Monsieur, futur Louis XVIII (22 janvier 1773).

## Règlement d'armoiries
| Image              | Noms et blasonnement |
| ------------------ | --- |
| Maison de Noailles | Armes du Marquis de Noailles : De gueules, à la bande d'or. Couronne de marquis.                                                                    |
|                    | Armes du Comte de Noailles et de l'Empire : De gueules, à la bande d'or (de Noailles) ; au canton des Comtes Membres de Collège électoral brochant. |